# Agadez
Agadez [aɡaˈdɛs] (auch Agadès) ist die Hauptstadt der Region Agadez in Niger. Sie ist mit rund 118.000 Einwohnern die bevölkerungsmäßig größte Stadt im Zentrum des Landes. Das historische Zentrum von Agadez zählt zum UNESCO-Weltkulturerbe.

## Geographie

### Lage und Gliederung

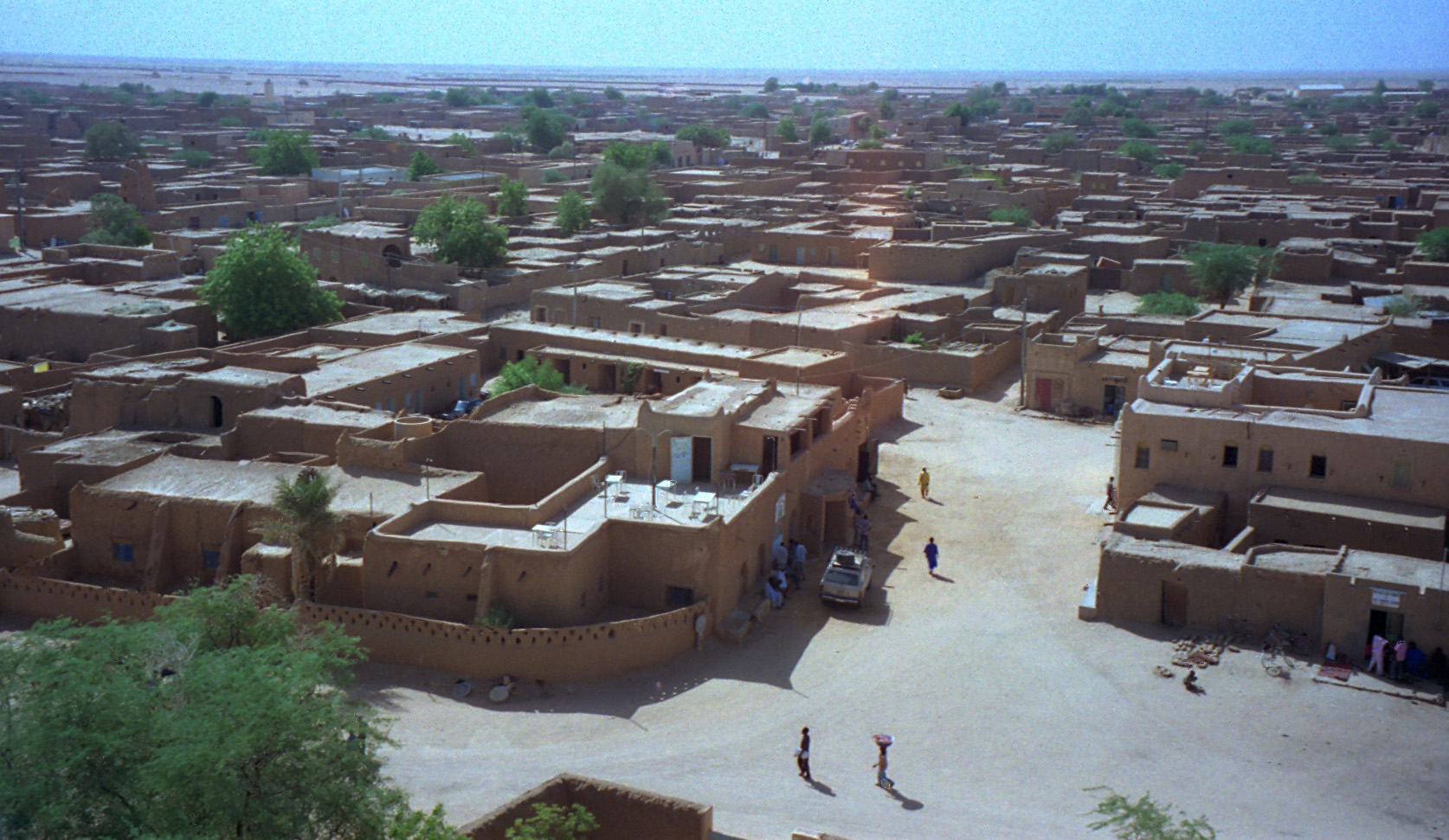
Blick auf die Stadt (1997)

Agadez liegt in der nördlichen Sahelzone. Die Nachbargemeinden sind Tchirozérine im Norden, Osten und Westen sowie Aderbissinat im Süden.
Das Gemeindegebiet von Agadez ist in 17 Stadtviertel, sieben ländliche Dörfer mit eigenen Ortsvorstehern und acht ländliche Weiler gegliedert.
- Die Stadtviertel sind: Abalan, Agar Garin Saka, Akanfaya, Amarewat, Amdit, Angoual Bayi, Camp Militaire, Camp Militaire Kourou, Dagamanet I, Dagamanet II, Dagamanet III, Founé Imé, Gendarmerie, Hougbéry, Katanga, Misrata, Nassarawa, Nassarawa Indoudou, Obitara, Oumourdan Magass, Oumourdan Nafala, Pays Bas, Sabon Gari, Tadalanfaye, Tadallanfaye, Tawayen Sarki und Toudou.
- Die ländlichen Dörfer mit Ortsvorstehern sind: Alarcess Toudou Bila, Dari, Inbakatane, Inebizguin, Mai Addoua, Ourèye und Tchibnitane.
- Die ländlichen Weiler sind: Alarcess Aladab, Alarcess Alkinkin, Alarcess Azamala (Takaya), Alarcess Tchiguefan, Ikirkiwi, Tajajaratt, Tassakantalam und Timiiao.

Durch Agadez verlaufen sowohl der 17. nördliche Breitengrad als auch der 8. Längengrad, die sich im Weiler Alarcess Tchiguefan kreuzen.

### Klima
Die synoptische Wetterstation von Agadez liegt auf 501 m Höhe und wurde 1921 in Betrieb genommen.
|                       | Jan  | Feb  | Mär  | Apr  | Mai  | Jun  | Jul  | Aug  | Sep  | Okt  | Nov  | Dez  |   |      |
| Mittl. Tagesmax. (°C) | 29,2 | 32,0 | 35,9 | 39,6 | 41,4 | 41,6 | 39,2 | 36,9 | 38,6 | 37,7 | 33,5 | 29,7 | ⌀ | 36,3 |
| Mittl. Tagesmin. (°C) | 10,9 | 13,1 | 17,3 | 21,8 | 24,4 | 24,8 | 23,8 | 23,0 | 22,8 | 20,3 | 15,4 | 12,0 | ⌀ | 19,2 |
|                       |      |      |      |      |      |      |      |      |      |      |      |      |   |      |
| Niederschlag (mm)     | 0    | 0    | 0    | 2    | 6    | 12   | 35   | 49   | 7    | 0    | 0    | 0    | Σ | 111  |
|                       |      |      |      |      |      |      |      |      |      |      |      |      |   |      |
| Sonnenstunden (h/d)   | 9,6  | 9,8  | 9,5  | 9,3  | 9,5  | 9,1  | 9,3  | 9,2  | 9,3  | 9,9  | 9,9  | 9,4  | ⌀ | 9,5  |
|                       |      |      |      |      |      |      |      |      |      |      |      |      |   |      |
| Regentage (d)         | 0    | 0    | 0    | 0    | 0    | 2    | 6    | 6    | 2    | 0    | 0    | 0    | Σ | 16   |
|                       |      |      |      |      |      |      |      |      |      |      |      |      |   |      |
| Luftfeuchtigkeit (%)  | 22   | 18   | 15   | 14   | 18   | 24   | 39   | 45   | 29   | 20   | 22   | 23   | ⌀ | 24,1 |

| 10,9 |

| 13,1 |

| 17,3 |

| 21,8 |

| 24,4 |

| 24,8 |

| 23,8 |

| 23,0 |

| 22,8 |

| 20,3 |

| 15,4 |

| 12,0 |

| 10,9 |

| 13,1 |

| 17,3 |

| 21,8 |

| 24,4 |

| 24,8 |

| 23,8 |

| 23,0 |

| 22,8 |

| 20,3 |

| 15,4 |

| 12,0 |

## Geschichte
Die Stadt wurde der Überlieferung nach 1449 von Berberstämmen gegründet. 1515 wurde die Stadt vom Songhaireich unter Mohamed Askia erobert. Als dieses 1591 von Marokko erobert wurde, übernahmen die Tuareg die Kontrolle über die Stadt und ihr Umland. Sie war in dieser Zeit Hauptstadt des Sultanats Aïr, das mit eingeschränkten Machtbefugnissen offiziell bis heute fortbesteht.

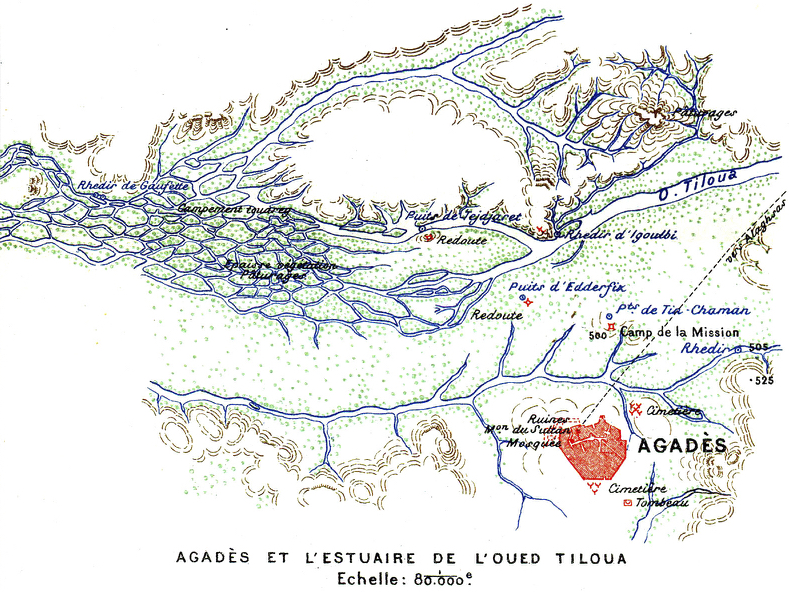
Karte der Mission Foureau-Lamy von 1899: Agadez und Mündung des Trockentals Tiloua

Agadez wurde offenbar erstmals um 1711 von Europäern besucht, nämlich von zwei Franziskanermissionaren, über deren weiteres Schicksal wenig bekannt ist. Die erste wissenschaftliche Beschreibung der Stadt, ihrer Umgebung und ihrer Geschichte stammt von dem deutschen Afrikaforscher Heinrich Barth, der Agadez 1850 erreichte. Die Stadt geriet in den 1890er Jahren im Zuge des Kolonialismus (Wettlauf um Afrika) unter die Kontrolle Frankreichs. Sie war ein wichtiges Zentrum des Karawanenhandels. In den 1920er Jahren begannen mehrere Hauptverkehrswege der damaligen französischen Kolonie Niger in Agadez: die 558 Kilometer lange Piste nach Birni-N’Konni und die 429 Kilometer lange Piste nach Zinder, die in ihren ersten Streckenabschnitten auf Kamele ausgerichtet waren, sowie die 293 Kilometer lange Piste nach Iférouane und die 592 Kilometer lange Piste nach Bilma. Das französische Übersee-Forschungsinstitut Office de la Recherche Scientifique et Technique Outre-Mer (ORSTOM) betrieb in Agadez eine geomagnetische Station, die zu einem Netzwerk von mehreren hundert ORSTOM-Stationen in Westafrika gehörte, an denen in den 1950er Jahren geomagnetische Messungen vorgenommen wurden. Das Land Niger wurde von Frankreich im Afrikanischen Jahr 1960 in die Unabhängigkeit entlassen.
1979 führte die erste Rallye Dakar über Agadez. Ein elftes Mal war die Stadt 1997 einer der Austragungsorte.
Agadez erhielt 1988 zugleich mit neun weiteren nigrischen Orten den Status einer eigenständigen Gemeinde. Bis dahin hatte es landesweit zwölf Gemeinden gegeben. Im Jahr 2009 wurde die Stadt von Überschwemmungen heimgesucht, bei denen über 41.000 Einwohner materielle Schäden erlitten.
Während des Bürgerkriegs in Libyen 2011 kamen große Flüchtlingsströme aus Libyen nach Agadez. Viele von ihnen waren Menschen, die Jahre zuvor von Staaten Subsahara-Afrikas nach Libyen migriert waren.
In der Flüchtlingskrise in Europa ab 2015 wurde Agadez auch zu einer Drehscheibe für den Menschenschmuggel: Schlepper transportieren Migranten gegen Bezahlung in Richtung Südküste des Mittelmeers, über das sie mit Booten in die Europäische Union gelangen wollen.
Sie ist es bis heute (2024) immer noch.

## Bevölkerung
Agadez hatte bei der Volkszählung 2012 118.240 Einwohner, die in 19.226 Haushalten lebten. Davon wohnten 110.497 Personen im Stadtzentrum und 7743 Personen in den umliegenden ländlichen Dörfern und Weilern.
Nach der Unabhängigkeit Nigers im Jahr 1960 beschleunigte sich das Bevölkerungswachstum wegen Zuwanderung deutlich. Die Gründung der Bergbaustadt Arlit im Jahr 1969 führte kurzzeitig zu einer rückläufigen Einwohnerzahl in Agadez, da Arlit sowohl die Migranten aus dem Süden des Landes als auch junge Bewohner von Agadez anzog. Die durch die Hungersnot in der Sahelzone Anfang der 1970er Jahre bedingte Zuwanderung kompensierte diesen Rückgang bereits wieder.
| 1926  | 1936  | 1947  | 1956  | 1964  | 1970  | 1977   | 1988   | 2001   | 2012    |
| ----- | ----- | ----- | ----- | ----- | ----- | ------ | ------ | ------ | ------- |
| 2.436 | 3.193 | 3.977 | 4.737 | 7.190 | 6.125 | 20.475 | 49.424 | 79.228 | 118.240 |

## Politik und Justiz
Der Gemeinderat (conseil municipal) hat 25 Mitglieder. Mit den Kommunalwahlen 2020 sind die Sitze im Gemeinderat wie folgt verteilt: 8 PNDS-Tarayya, 7 MNSD-Nassara, 5 MPR-Jamhuriya, 2 MODEN-FA Lumana Africa, 1 PJP-Génération Doubara, 1 PNPD-Akal-kassa, 1 PSD-Bassira und 1 RDP-Jama’a.
Agadez ist der Sitz eines Tribunal de Grande Instance, eines der landesweit zehn Zivilgerichte der ersten Instanz. Die Haftanstalt Agadez hat eine Aufnahmekapazität von 250 Insassen.

## Kultur und Sehenswürdigkeiten

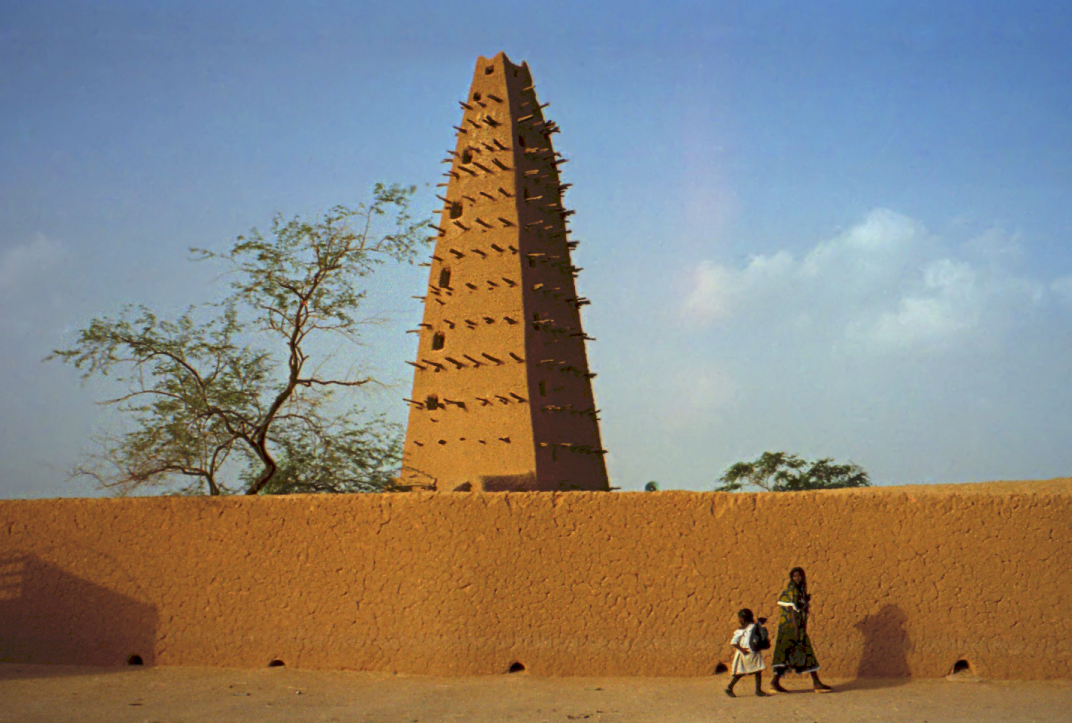
Große Moschee von Agadez (1997)

Das historische Zentrum von Agadez wurde am 23. Juni 2013 als UNESCO-Weltkulturerbe anerkannt. Am Flughafen befindet sich eine Kopie der Felsgravuren der Dabous-Giraffen. Besonders sehenswert ist der Markt von Agadez im November, wenn die Salzkarawanen aus Bilma eintreffen.
Die Stadt bewahrt zum Teil noch die typische sudanische Lehmarchitektur. Die Große Moschee von Agadez liegt am Westrand des alten Ortskerns, unweit des Palastbezirks. Die Gesamtanlage umfasst eine Fläche von 1500 Quadratmetern. Erbaut ist sie im mittelnigrischen Stil einer Hof-Moschee, wobei der Innenhof sehr klein gehalten ist. Nach mündlicher Überlieferung soll sie zu Beginn des 16. Jahrhunderts unter Abu Zakarya, einem Marabout aus dem Fessan, möglicherweise aus Gao, erbaut worden sein. Die Moschee befindet sich in einem guten Zustand (Stand: 1986), wobei Erosionen im Bereich der Wasserspeier zu attestieren sind. Sämtliche Zugänge haben mittlerweile Zementrahmen. Die Qiblawand der Freitagsmoschee gilt, in Abweichung der sonst üblichen Schwankungsbreite von ± 15 °, als geographisch exakt ausgerichtet. Die Moscheeanlage hat mehrere Beträume. An allen Seiten der Beträume gibt es teils mit Gräbern eingefriedete Areale. Nach Heinrich Barth stammt das Minarett aus dem Jahr 1844. Selbiges ist in Lehmbauweise hergestellt, spitz zulaufend und 27 Meter hoch. Damit ist das Minarett der höchste Lehmturm südlich der Sahara und von weitem sichtbar. Es wird vermutet, dass sein Vorbild in den Oasen M'zabs in Algerien zu finden ist, denn die Ähnlichkeit zu den Türmen von Ghardaia und Beni Isguen sind frappierend. Lediglich ein Minarett zur Moschee zu bauen, war bei allem Vorbildcharakter, in der Vergangenheit keinesfalls stilbildend.
Südöstlich der Freitagsmoschee, im Viertel Hasna, liegt die Hassina-Moschee, ebenfalls eine Hof-Moschee. Deren Gründung wird laut örtlicher imamischer Auskünfte im Jahr 1538, jedenfalls in der 1. Hälfte des 16. Jahrhunderts, vermutet. Ihr Zustand ist vergleichbar gut zur Freitagsmoschee. Mit 149 Quadratmetern Gesamtfläche ist sie eher klein, verfügt aber über ein 9 Meter hohes Minarett und eine Madrasa, die in einem Annexgebäude untergebracht ist. Weitere architekturhistorisch interessante Moscheen sind die Osam-da-Fodio-Moschee (mit ebenfalls nur einem Minarett) und in der Ortsmitte am Hougoubéré-Platz eine Moschee, die die Besonderheit aufweist, dass an der Qibla-Fassade ein Adhān-Podest errichtet wurde.
Nördlich des historischen Stadtzentrums befindet sich der Justizpalast, der 1982 nach Plänen des Architekten László Mester de Parajd erbaut wurde. Das Gebäude ist so gestaltet, dass kein direktes Sonnenlicht durch die Fenster eindringen kann.
Zu Beginn des islamischen Monats Muharram wird bis zum Aschura-Tag in Agadez das zehntägige Neujahrsfest der Tuareg, Bianou, gefeiert. Dabei werden Tänze und Straßenprozessionen von der großen Kesseltrommel Tobol begleitet. Die Veranstaltung ähnelt dem in Djanet (Südalgerien) veranstalteten Sebiba-Tanzfest.
In den 1960er Jahren etablierte sich eine römisch-katholische Mission. Seit 1980 gibt es in Agadez die eigenständige Pfarre St. Augustin, die zum Bistum Maradi gehört.
Agadez ist ein Schauplatz des 1903 erschienenen Abenteuerromans A travers le Sahara. Aventures merveilleuses de Marius Mercurin von G. Demage. Joseph Peyré schilderte im Roman Sous l’étendard vert aus dem Jahr 1935 die Belagerung der Stadt bei der Kaocen-Revolte von 1916/1917. In dem von Jacqueline Cervon 1972 herausgegebenen Roman Le tambour des sables ist Agadez ein Ort des Identitätsverlustes der Tuareg.

## Wirtschaft und Infrastruktur

### Wirtschaft

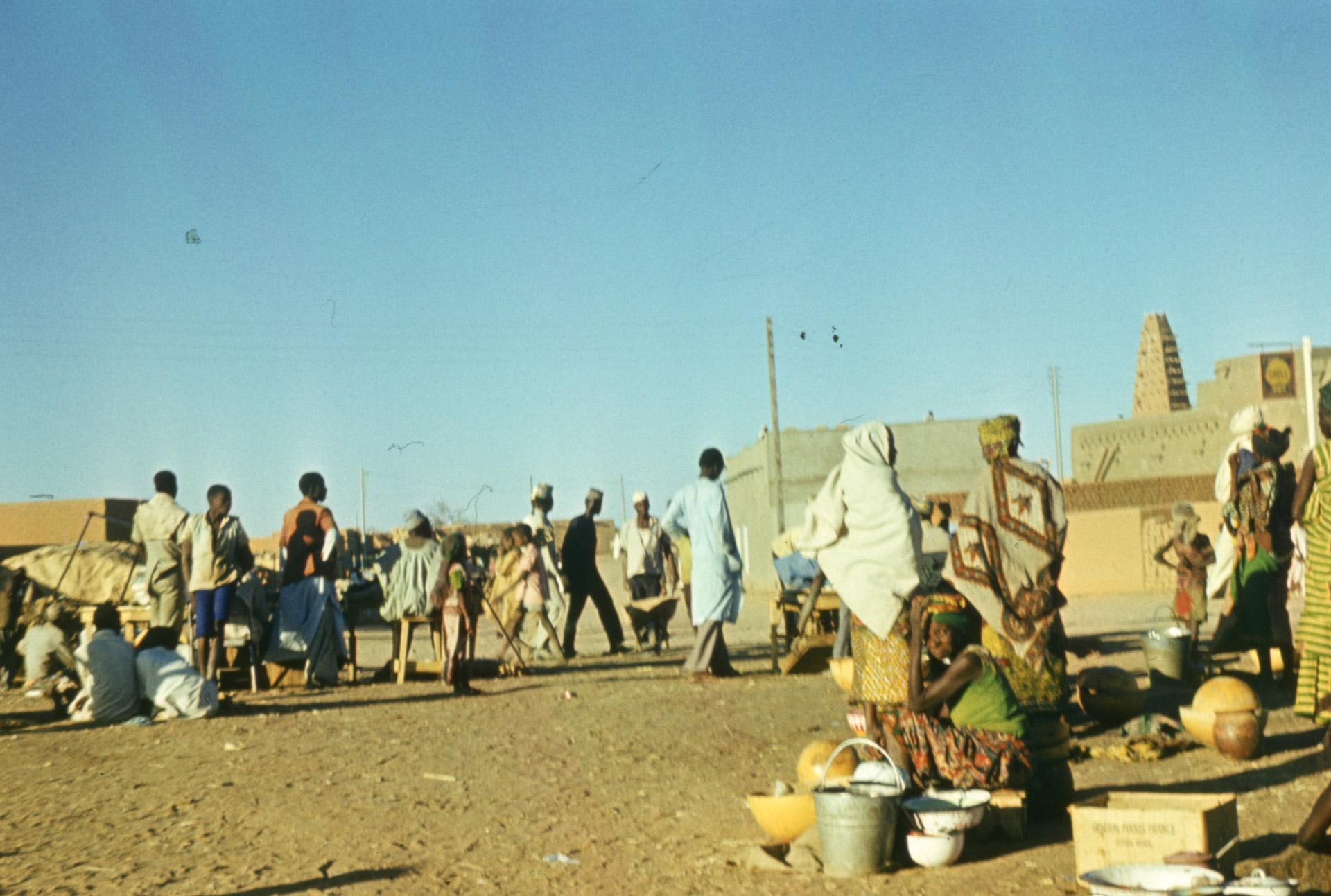
Ein Markt in Agadez (1976)

Neben dem traditionellen Handel ist noch heute die Viehzucht (Dromedare, Ziegen und Schafe) in der Umgebung wichtig. Der Afrikaforschungsreisende Heinrich Barth erwähnt in seinen Reiseberichten, dass im Tal vor Agadez Gartenanlagen gesehen worden seien, die auf entsprechende Gartenwirtschaft hindeutet. Er selbst beobachtete das in Iferouane. Das Wasser wurde über einen Hebelarm aus dem Brunnen geschöpft. Später wurden Ochsen als Zugtiere eingesetzt. Das über lederne Schöpfgefäße gehobene Wasser wird bis heute über ein Kanalsystem den Beeten zugeführt. In der Stadt gibt es einen Stützpunkt des Centre National de Lutte Antiacridienne (CNLA), einer dem Landwirtschaftsministerium unterstehenden Einrichtung zur Bekämpfung der Wüstenheuschrecke.
Ein Hauptwirtschaftszweig ist der Menschenschmuggel aus Westafrika nach Libyen nach dem Sturz Muammar al-Gaddafi und weiter zur Mittelmeerküste mit dem Ziel Europa. Agadez ist zur Drehscheibe der Migration nach Europa geworden. Der US-amerikanische Anbieter für Geld-Überweisungen Western Union hatte in der 100.000-Einwohner-Stadt fünf Filialen. Die Flüchtlinge zahlen – in der Summe – hohe Beträge an die Fluchthelfer, an Bestechungsgeld an die örtliche Polizei, an die Fahrer der Busse und Lastwagen, die in Agadez zur Durchquerung der Sahara starten, sowie für Dienstleistungen während der Wartezeit bis zur Abfahrt. Zwischen 2015 und 2023 zahlte die Europäische Union der nigrischen Zentralregierung mehr als eine Milliarde Euro, dass diese die Schleusungskriminalität bekämpft. Das ließ die auf Menschenschmuggel basierende Ökonomie um Agadez in jener Zeit weitgehend kollabieren. Das Abkommen endete im Jahr 2023, als eine Militärjunta dieses aufkündigte.

### Bildung und Gesundheit

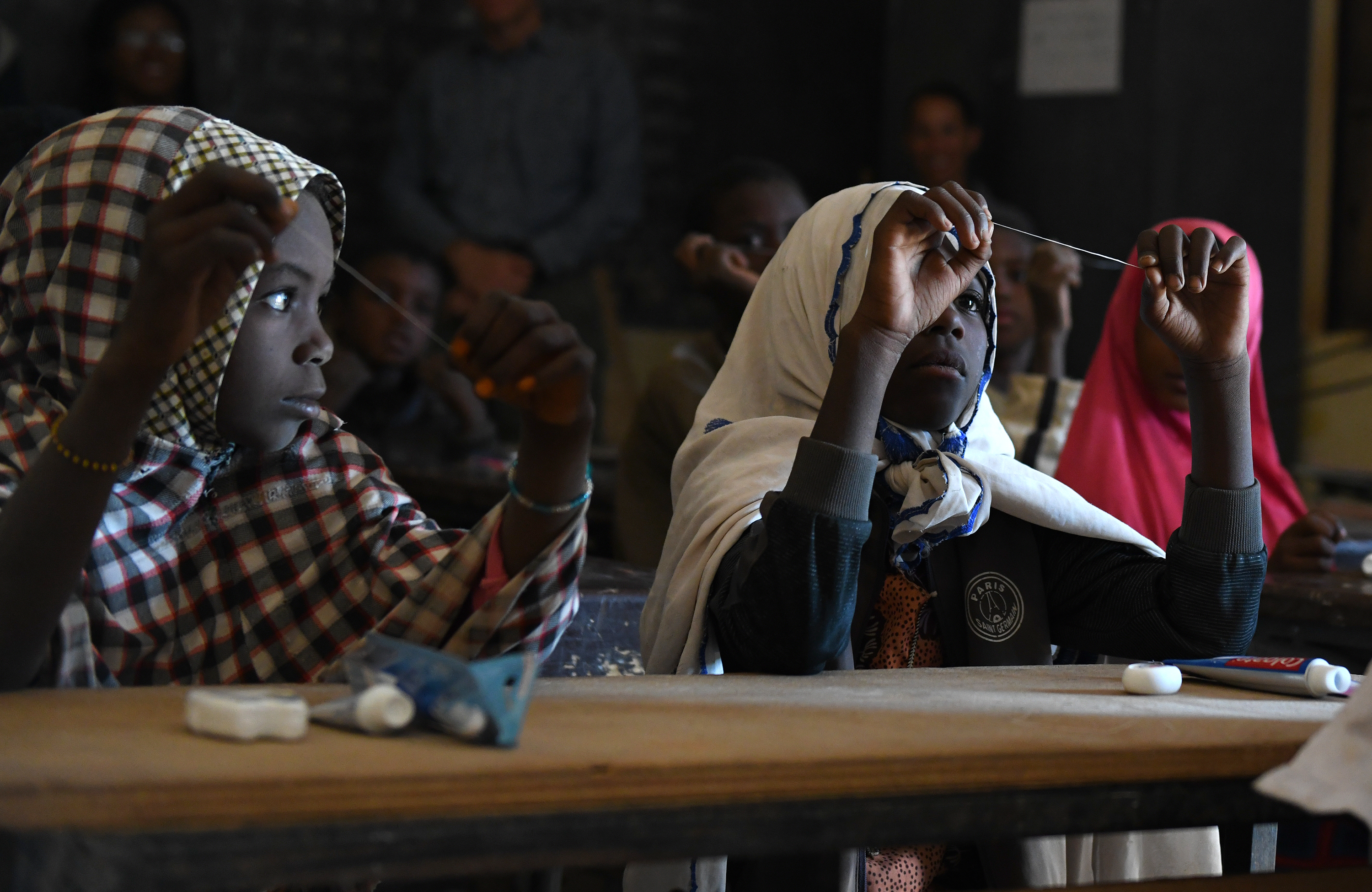
Schulkinder im zu Agadez gehörenden Dorf Tassakantalam (2019)

Die staatliche Universität Agadez mit einem Schwerpunkt auf fossilen und erneuerbaren Energien wurde 2014 gegründet. Bei der École des Mines de l’Aïr (EMAÏR) handelt es sich um eine Schule für Bergbau. Die École Normale d’Instituteurs d’Agadez (ENI Agadez) ist eine Lehrerbildungsanstalt. Das Berufsausbildungszentrum Centre de Formation Professionnelle et Technique d’Agadez (CFPT Agadez) bietet Lehrgänge in Ackerbau, Bau, Metallbau, Industrieelektronik und Technik in der sozialen Entwicklung an. An der berufsbildenden Mittelschule Lycée Professionnel d’Hôtellerie werden Kochen, Gastgewerbe, Pflege, Rezeptionsdienst und Tourismus unterrichtet. Der Collège d’Enseignement Technique d’Agadez Commune (CET Agadez Commune) ist eine technische Fachschule. Am Institut Pratique de Santé Publique (IPSP) werden Gesundheitshelfer und am privaten Centre Privé de Santé Publique (CPSP) sowohl Gesundheitshelfer als auch Apothekenverkäufer ausgebildet. Der Centre de Formation Professionnel Abzin (CFP Abzin) vermittelt Kenntnisse in Buchhaltung und Sekretariatswesen. Ähnliche Schwerpunkte haben der Centre Privé de Formation et d’Apprentissage de l’Aïr (CFDA) und der Centre de Formation en Gestion (CEFOR). In Agadez befindet sich ein Stützpunkt des staatlichen agronomischen Forschungsinstituts Institut National de Recherches Agronomiques du Niger (INRAN).
Es gibt außerdem mehrere allgemein bildende Schulen der Sekundarstufe in der Gemeinde, die zu den Typen Collège d’Enseignement Général (CEG) und Collège d’Enseignement Secondaire (CES) gehören: den CEG 1 Agadez, den CEG Toudou, den CES FA Agadez, den CES Dagamanet und den CES Tagama.
In Agadez gab es im Jahr 2010 56 Grundschulen, davon waren sieben Privatschulen. Auf einen Grundschullehrer kamen durchschnittlich 38 Schüler (landesweit 39).
Der Centre Hospitalier Régional d’Agadez (CHR Agadez) ist ein Regionalkrankenhaus in der Stadt.

### Verkehr

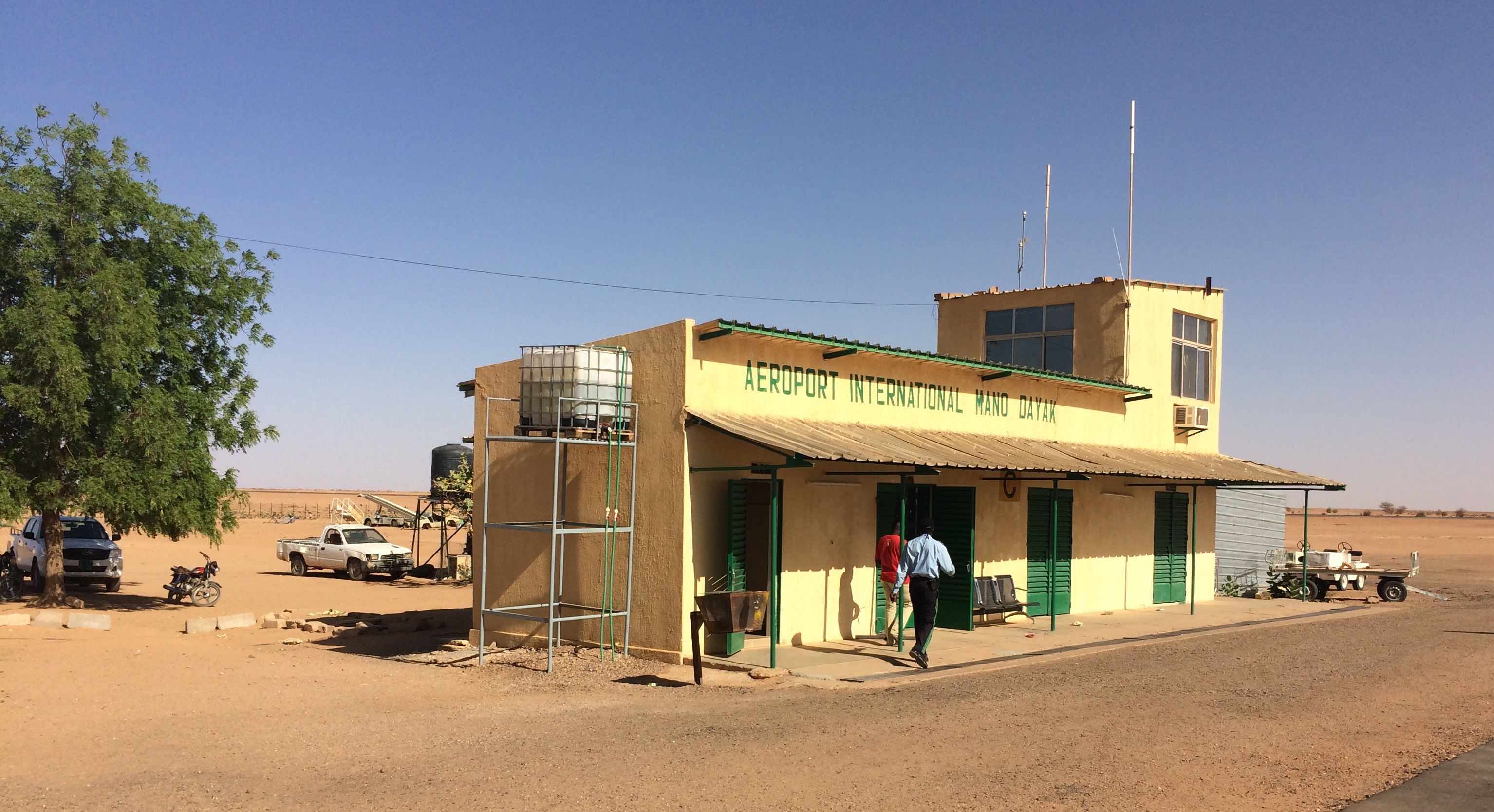
Mano-Dayak-Flughafen Agadez (2018)

Durch Agadez verläuft die 980,9 Kilometer lange Nationalstraße 11 zwischen der Staatsgrenze zu Algerien im Norden und der Staatsgrenze zu Nigeria im Süden. Von dieser Straße zweigen in der Stadt ab:
- die 1207 Kilometer lange Nationalstraße 21 nach Toummou
  - Von ihr zweigt die 135 Kilometer lange Landstraße RR1-001 nach Tabelot ab.
- die 868 Kilometer lange Nationalstraße 25 nach Niamey
- die 156,2 Kilometer lange Nationalstraße 26 nach Mararaba
- die 295 Kilometer lange Landstraße RR1-002 nach Iférouane.

In Agadez befindet sich ein ziviler Flughafen, der Mano-Dayak-Flughafen Agadez (IATA-Code: AJY, ICAO-Code: DRZA). Zirka zwei km südlich schließt sich eine weitere für die Streitkräfte der USA errichtete zweite Start- und Landebahn an. Der Militärflugplatz, die Base aérienne 201, wurde im August 2019 mit einem Flug einer C-130J aus Ramstein eingeweiht. Hier setzen die USA seither u. a. Drohnen ein.

## Persönlichkeiten
- Abderrahmane Alfidja (* 1942), Ökonom und Politiker
- Bombino (* 1980), Gitarrist, Sänger und Bandleader
- Mano Dayak (~1950–1995), politischer Aktivist, Unternehmer und Schriftsteller
- Kamilou Daouda (* 1987), Fußballspieler
- Amadou Laoual (1944–2018), Lehrer und Politiker
- Alhousseïni Mouloul (* 1955), Jurist, Diplomat und Politiker
- Abdoulaye Boukari Ousmane (* 1992), Fußballspieler
- Rabo Saminou (* 1986), Fußballtorhüter